# Colores de visitante

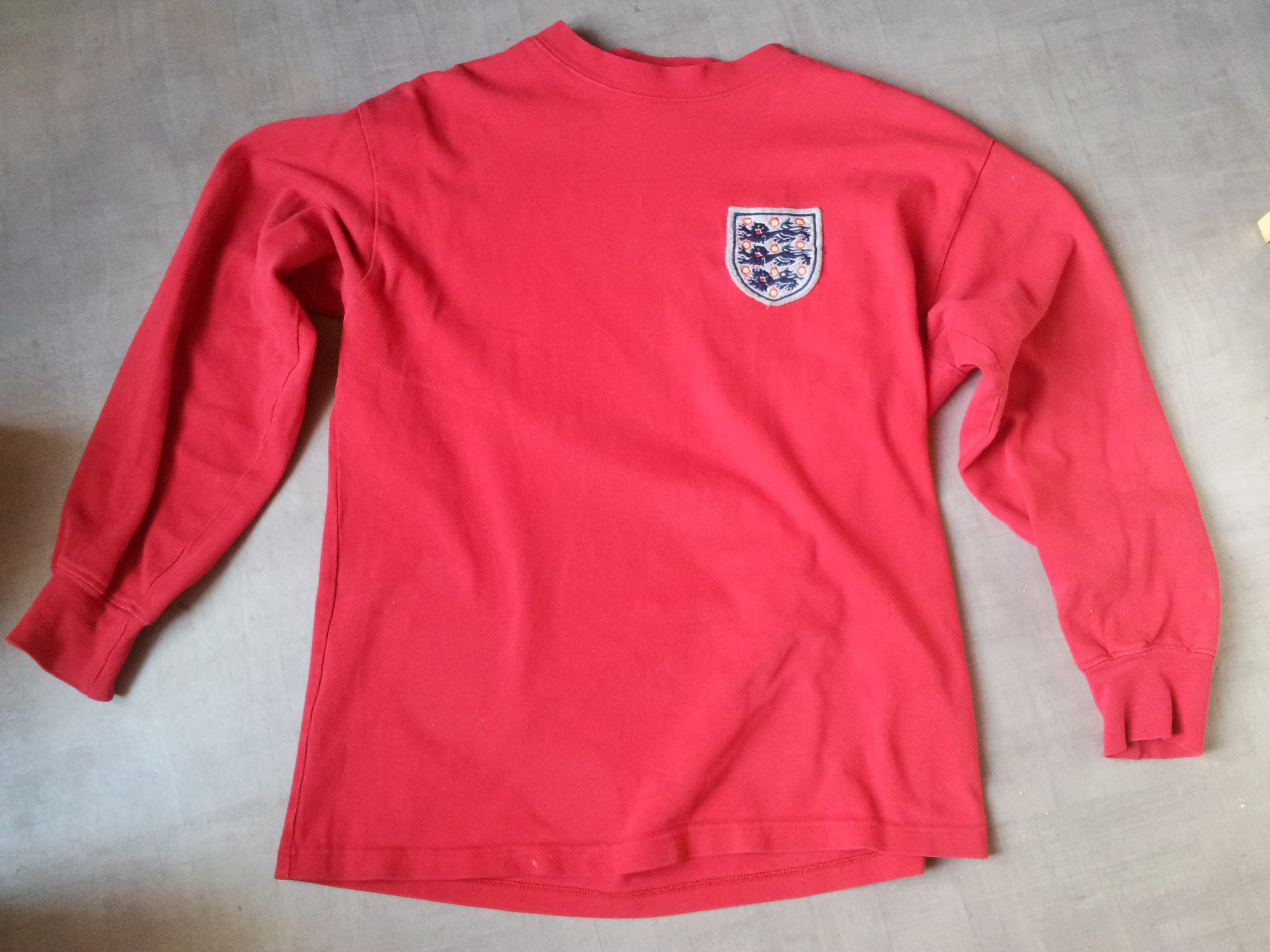
Camiseta visitante de Inglaterra, con la que ganó el mundial 1966.

En el deporte de equipo, el local viste siempre su uniforme principal y el rival usa los colores de visitante. Esta indumentaria evita que colores similares confundan a los árbitros, espectadores y jugadores.
Antes de la televisión en color, los uniformes eran «blanco vs. color oscuro» para lograr distinguir a los equipos con la televisión en blanco y negro. Regla inventada por la National Football League (NFL) estadounidense.
Los equipos locales en algunas ligas y competiciones también pueden tener la opción de usar los colores de visitante en casa y el equipo visitante deberá usar el opuesto. En algunos clubes, la equipación de visitante se ha vuelto más popular que la versión local y esos uniformes suelen estar disponibles para que los aficionados los compren.

## Fútbol

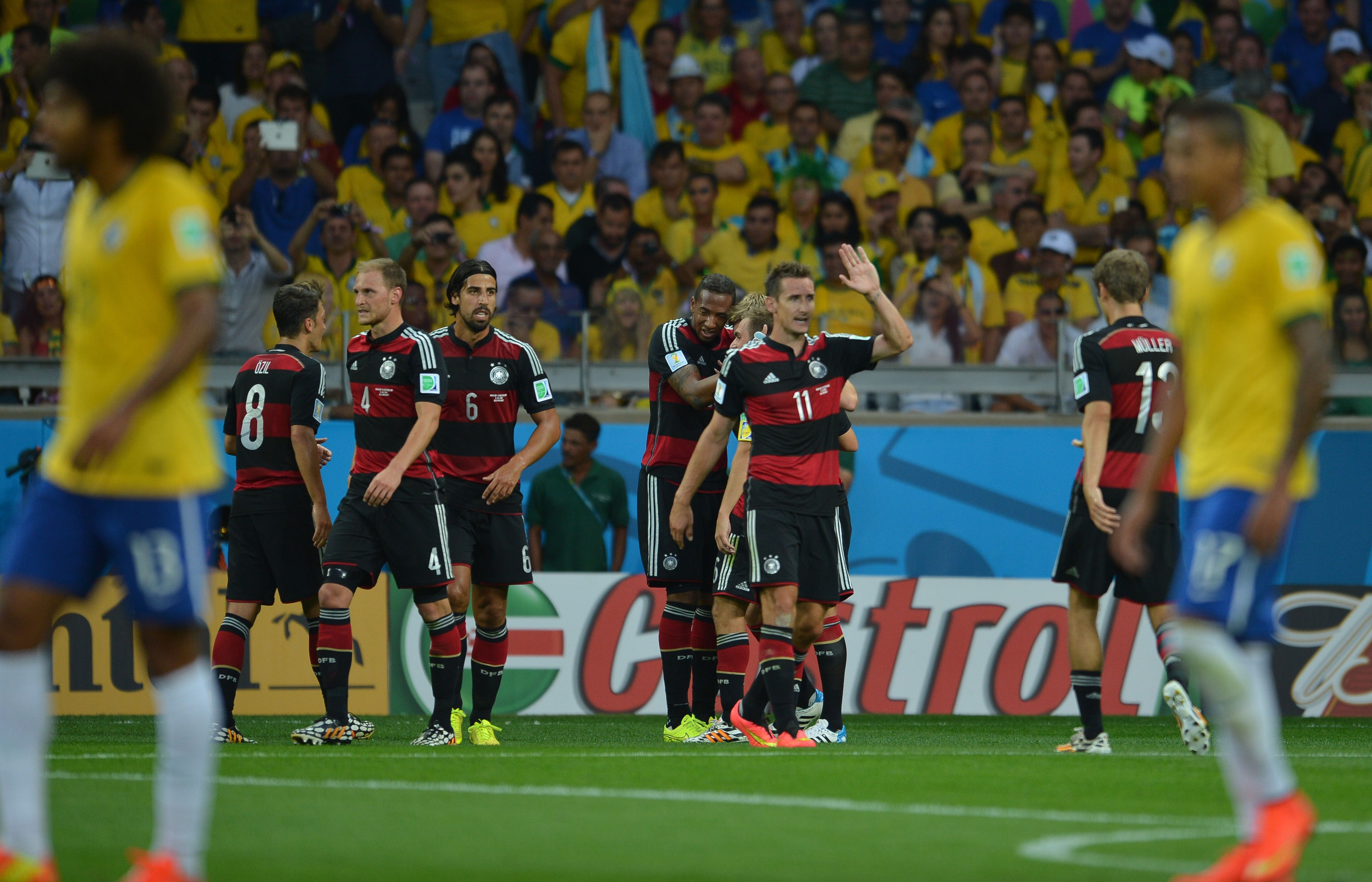
Alemania vistiendo de visitante en Brasil 2014.

Algunos equipos optan por usar sus colores de visitante incluso cuando no es necesario por un choque de colores. Inglaterra a veces juega con camisetas rojas de visitante, ya que el equipo vistió de rojo cuando ganó la Copa del Mundo de 1966 . El AC Milan eligió vestirse completamente de blanco en la final de la UEFA Champions League de 2007, ya que la consideraban su "camiseta de la suerte" ( en italiano: maglia fortunata   ).
En Inglaterra, en 1890, la Football League, que se había formado dos años antes, dictaminó que dos equipos miembros no podían registrar colores similares, para evitar enfrentamientos. Esta regla se abandonó más tarde en favor de una que estipula que todos los equipos deben tener disponible un segundo juego de camisetas en un color diferente. Inicialmente, se requería que el equipo local cambiara de color en caso de choque, pero en 1921 se modificó la regla para exigir que el equipo visitante cambiara. En 1927, la Asociación Escocesa de Fútbol decretó una solución diferente, según la cual los equipos locales vestían pantalones cortos blancos y los equipos visitantes pantalones cortos negros, pero esta regla fue rescindida en 1929.
Es normal que las competiciones individuales especifiquen que todos los jugadores de campo de un equipo deben usar los mismos colores, aunque la Ley solo establece que "Los dos equipos deben usar colores que los distingan entre sí y de los oficiales del partido". En caso de conflicto de colores, el equipo visitante debe cambiar a un color diferente.

### Copa Mundial
Tres equipos han ganado la final de la Copa Mundial de la FIFA con sus colores de visitante: en 1958 (Brasil), 1966 (Inglaterra) y 2010 (España); aunque Inglaterra fue el equipo local para el torneo de 1966.
Las reglas de la FIFA establecen que, en casos excepcionales, el árbitro puede pedir a ambos equipos que usen colores diferentes.  Esto es más probable que suceda en los partidos de la Copa del Mundo con un gran número de televidentes en blanco y negro, por lo que las equipaciones de los equipos también difieren en el tono (claro y oscuro). Los equipos de la Copa del Mundo a menudo tienen que hacer cambios que serían poco probables en juegos nacionales o no televisados. En 1957 Escocia tomó prestadas las camisetas blancas de visitante del equipo local de Suiza para evitar enfrentamientos en la televisión en blanco y negro. En 1970, a Inglaterra y Checoslovaquia se les permitió jugar en azul cielo y blanco, respectivamente, lo que causó confusión entre los espectadores en blanco y negro y el entrenador de Inglaterra, Alf Ramsey . Inglaterra volvió a usar camisetas rojas de visitante contra Alemania Occidental . Holanda y Brasil jugaron su partido de la Copa del Mundo de 1974 en blanco y azul oscuro respectivamente, en lugar de sus primeras opciones de naranja y amarillo.
La regulación de la FIFA para la Copa del Mundo de 2014 exige: «Los equipos deben tener dos camisetas muy distinguibles, donde una es de un color más claro y la otra es de un color más oscuro».
En Brasil 2014 a Croacia se le permitió usar su camiseta a cuadros rojos y blancos contra Brasil, solo después de que Croacia apeló la decisión original de la FIFA. A Inglaterra no se le permitió usar su camiseta roja de visitante contra Uruguay y se le obligó a vestir de blanco, debido a un aparente choque con los uniformes de los árbitros.
Antes del torneo de 2014, la FIFA decretó que la equipación de local completamente roja y la equipación de visitante completamente negra de España no eran suficientes, ya que ambos se consideraban tonos oscuros. La FIFA obligó a España a producir una tercera equipación totalmente blanca, que usó contra los Países Bajos y curiosamente los neerlandeses vistieron su uniformes de visitante azul oscuro.

## Fútbol Americano

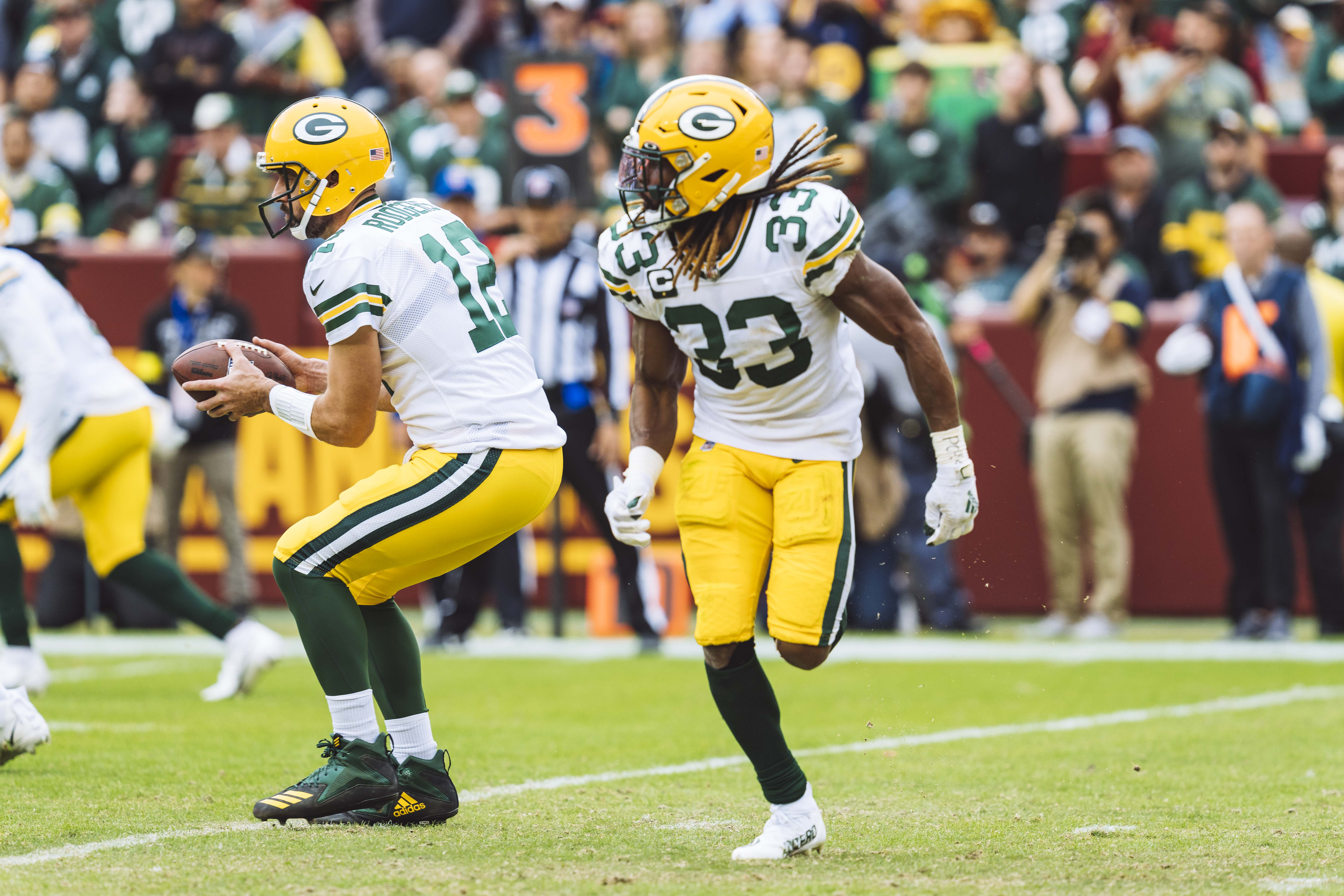
Los Green Bay Packers vistiendo de blanco en 2022.

En 1955 los Cleveland Browns vistieron de blanco en todos sus partidos en casa y esto percató a la NFL para su sanción de la regla de «blanco vs. color oscuro», que rigió hasta finales de los años 1960. Actualmente los equipos visitantes siguen usando el blanco, mayoritariamente, como homenaje a esa fundamental regla de los años 1950.
La regla actual obliga a que el uniforme local sea «blanco o del color oficial del equipo» y el visitante debe usar el opuesto. Se permite que el visitante use su uniforme local, si el Comisionado de la NFL lo aprueba, cuando el color contrasta lo suficiente (por ejemplo, Chicago Bears vs. Green Bay Packers).

### Historia
En 1964, los Baltimore Colts, los Cleveland Browns, los Minnesota Vikings y Los Angeles Rams vestían de blanco con regularidad en sus partidos en casa. Los St. Louis Cardinals vistieron de blanco en varios de sus partidos en casa, al igual que los Dallas Cowboys ; mientras que la mayoría de los equipos volvieron a usar colores al año siguiente, los Rams y los Browns todavía vestían de blanco con regularidad hasta la década de 1970.
Hasta 1964, Dallas vestía de azul en casa, pero no era una regla oficial que los equipos debían usar sus colores oficiales en casa. El gerente general (GM) Tex Schramm introdujo el uso de camisetas blancas, quien quería que los fanáticos vieran una variedad de colores de camisetas de los oponentes en los juegos en casa. Los Cowboys todavía visten de blanco en casa hoy.
El blanco también ha sido usado regularmente en casa por los Miami Dolphins, Washington Redskins, Philadelphia Eagles y varios otros equipos de la NFL. Los equipos en ciudades con climas cálidos a menudo eligen camisetas blancas en casa durante la primera mitad de la temporada, porque los colores claros absorben y retienen menos calor de la luz solar; por lo tanto, los Dolphins, que se mantienen blancos todo el año, generalmente usarán sus camisetas de colores para los partidos nocturnos en casa. Todos los equipos actuales de la NFL, excepto los Seattle Seahawks, se han vestido de blanco en casa en algún momento de su historia.
Durante la exitosa era de Joe Gibbs, Washington optó por vestirse de blanco exclusivamente en casa en las décadas de 1980 y 1990, incluido el Juego de Campeonato de la NFC de 1982 contra Dallas. Desde 2001, han optado por usar camisetas blancas y burdeos aproximadamente por igual en sus juegos en casa, pero aún visten de blanco contra los Cowboys. Cuando Gibbs regresó de 2004 a 2007, vestían exclusivamente de blanco en casa. En 2007, vistieron una camiseta blanca retro.
La camiseta azul de los Dallas Cowboys ha sido vista popularmente como " maldita " debido a las derrotas en el Super Bowl V en 1971 (cuando se les asignó usar sus camisetas azules como el equipo 'local' designado ), y en 1968 playoffs divisionales en Cleveland, el último juego de Don Meredith como jugador de los Cowboys. La única victoria de Dallas en un campeonato de conferencia o Super Bowl vistiendo las camisetas azules fue en el juego de Campeonato de la NFC de 1978 en Los Angeles Rams.
Las reglas del Super Bowl cambiaron más tarde para permitir que el equipo local designado eligiera su camiseta. White fue elegido por los Cowboys ( XIII, XXVII ), los Redskins ( XVII ), los Pittsburgh Steelers ( XL ), los Denver Broncos ( 50 ), los New England Patriots ( LII ), y los Tampa Bay Buccaneers ( LV ). Los últimos tres equipos normalmente usan colores en casa, pero Pittsburgh había vestido de blanco en tres victorias en los playoffs como visitantes, mientras que Denver citó su éxito anterior en el Super Bowl con camisetas blancas ( XXXIII ), mientras que tenía marca de 0-4 cuando vestía de naranja en los Super Bowls.
En partidos importantes contra Dallas en casa, algunos equipos usan sus camisetas blancas para invocar la "maldición", cábala iniciada por Philadelphia Eagles durante el partido por el Campeonato 1980 de la NFC. Equipos como los St. Louis Cardinals y los New York Giants siguieron su ejemplo en la década de 1980, y los Carolina Panthers lo hicieron desde 1995 hasta 2006, incluidos dos juegos de playoffs. Los Houston Texans lo hicieron en 2002, venciendo a Dallas en su partido inaugural de la temporada regular. Más recientemente, los Patriots y el entonces St. Louis Rams intentó la misma táctica.
El creador de las camisetas blancas de local en la NFL en Dallas, Tex Schramm, dijo que no creía en la maldición.
A partir de 2014, los Panthers, que como muchos equipos suelen cambiar de blanco a color en octubre o noviembre, se han vestido de blanco en casa en la postemporada independientemente de su oponente; la franquicia nunca ganó un juego de playoffs con camisetas de colores, incluso en el Super Bowl 50, cuando los Broncos (como el equipo "local" designado) optaron por vestirse de blanco.
Si bien solo lo habían hecho dos veces, ambas para "jinx" Dallas, durante los 21 años que jugaron en St. Louis, desde que regresaron a Los Ángeles en 2016, los Rams, jugando temporalmente en el mismo estadio que tenían en la década de 1960, han vestido de blanco en casa como un tributo consciente a los equipos de gran éxito de esa época.

## Baloncesto
Hasta la temporada 2017-18, las reglas de la Asociación Nacional de Baloncesto (NBA) establecían que el equipo local siempre debe usar sus camisetas de colores claros y los visitantes sus camisetas oscuras a menos que se apruebe lo contrario. Los uniformes de local de la mayoría de los equipos son blancos, con algunas excepciones, como Los Angeles Lakers, que usan oro en casa (aunque en 2002, en honor a Chick Hearn, Jeanie Buss introdujo una camiseta blanca como el tercer uniforme, usado en casa). Pero, de acuerdo con esta regla, se requieren uniformes de carretera en todos los partidos de la NBA. Los colores "oscuros" que se usan en los juegos fuera de casa varían ampliamente entre los equipos.
Desde la temporada 2017-18, el equipo local puede designar si usará una camiseta blanca o de color y el visitante deberá vestir una camiseta de suficiente contraste.
El uso de uniformes navideños, especialmente los diseñados en la temporada 2012, dio lugar a varios enfrentamientos de «color vs. color».

## Béisbol
A fines del siglo XIX, se volvió común que los equipos usaran uniformes blancos en casa y grises en los partidos de visitante (otros pocos azul oscuro o negro). Un ejemplo temprano de esto es el Brooklyn Superbas, que comenzó a usar un patrón azul para sus uniformes de carretera en 1907. Los uniformes de los equipos local y visitante también contenían adornos con los colores del equipo.
En 1916, en los uniformes de carretera de los New York Giants, las líneas moradas le dieron a sus uniformes un efecto de tartán y otro tipo de uniforme de carretera era un material azul oscuro o negro sólido con blanco en esta época. Charles O. Finley cambió los uniformes de casa y de carretera de Kansas City Athletics en 1963 a los colores dorado y verde.  Algunos equipos usaron azul claro para sus uniformes de carretera desde la década de 1970 hasta principios de la de 1990.
Por lo general, los uniformes de local presentan el apodo del equipo, mientras que los uniformes de visitante presentan el nombre de la designación geográfica del equipo; hay ocho equipos que son excepciones a esta regla: los Tampa Bay Rays, Los Angeles Angels, Philadelphia Phillies, St. Louis Cardinals, Washington Nationals, Miami Marlins, Detroit Tigers y New York Yankees .

## Netball
En el netball los colores de visitante son utilizados por Australia y Jamaica, dos de las mejores selecciones nacionales que tienen uniformes locales amarillos. El kit de visitante de Jamaica es completamente negro, el de Australia es completamente verde y cuando los equipos se encuentran uno generalmente cambia sus uniformes, pero ha habido juegos; como una prueba de 2011; donde cada equipo vistió predominantemente amarillo y Jamaica vistió faldas negras.

## Rugby

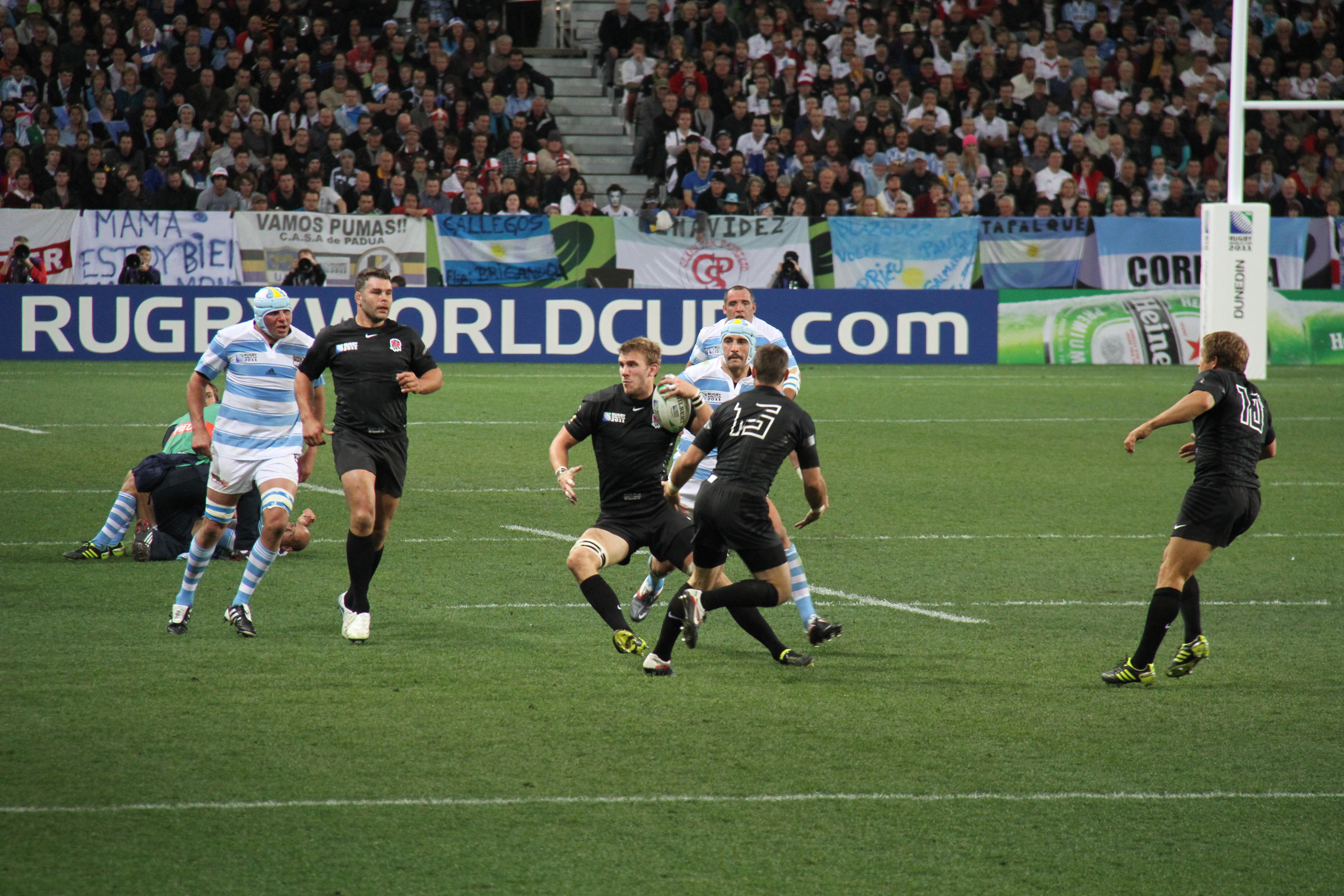
Inglaterra jugando de negro contra Argentina en el mundial 2011.

En el rugby union tradicionalmente el equipo local cambia su uniforme en caso de problemas, debido a que al conjunto local le resulta más fácil hacerse con una equipación alternativa. No obstante, las reglas de World Rugby ordenan: «en ausencia de un acuerdo en contrario, la Unión Anfitriona tendrá derecho a usar su equipación local». Esta regla sigue el ejemplo de la de la Rugby Football Union inglesa.
En el Torneo de las Seis Naciones la necesidad de segundos uniformes es inevitablemente necesaria, debido a que Escocia, Francia e Italia juegan en diferentes tonos de azul. Estos han sido tradicionalmente blancos, pero en el Seis Naciones 2015 Escocia y Francia adoptaron el rojo como color alternativo.

### Copa Mundial
En la Copa del Mundo los conflictos de colores se deciden mediante el cara o cruz. En los cuartos de final de Francia 2007, entre Francia y Nueva Zelanda, el uniforme francés era azul oscuro y chocaba con el uniforme negro de los All Blacks: el sorteo fue a favor de Francia y Nueva Zelanda vistió la camiseta plateada. Sin embargo, en la final de la Copa del Mundo de Rugby de 2011 entre esos equipos, Francia ganó el sorteo y eligió jugar con su uniforme blanco de visitante. El director del equipo de Francia, Jo Maso, dijo que esta decisión se debió a honrar: «La bienvenida que recibimos de la gente de Nueva Zelanda, la impecable organización del torneo y el honor y el placer de jugar en el Eden Park».
Inglaterra usó un segundo kit completamente negro en la Copa del Mundo de 2011, lo que causó controversia en la nación anfitriona, ya que el negro es el color de casa de Nueva Zelanda. Inglaterra vistió la equipación en el partido contra Argentina y los críticos dijeron que el equipo estaba cambiando los uniformes innecesariamente y con demasiada frecuencia como «una estrategia de mercadotecnia». Australia, por otro lado, rara vez ha usado un kit de visitante y lo hizo contra Rumania vistiendo una camiseta blanca en 2011.